# Puchar Europy w Lekkoatletyce 1977

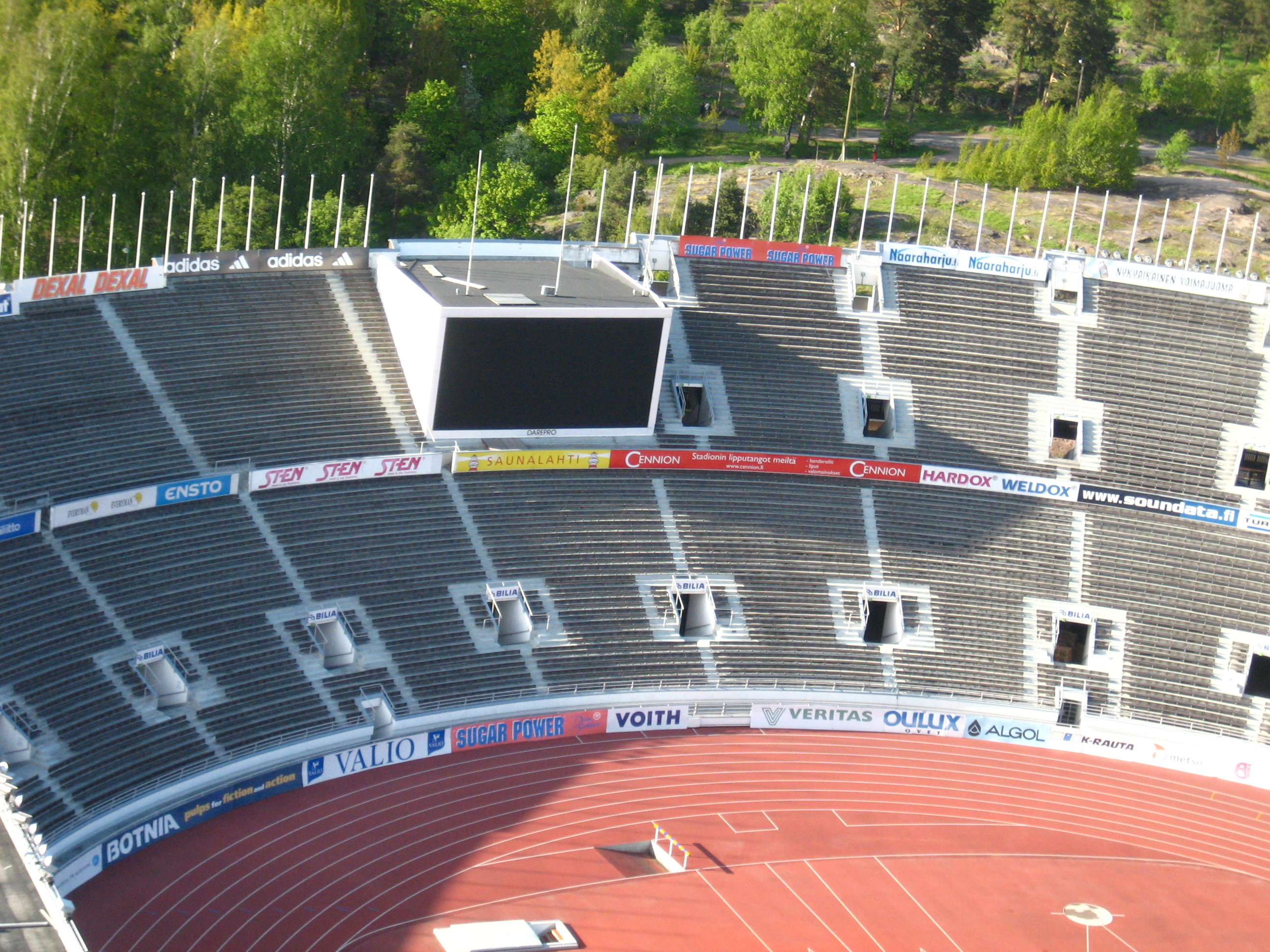
Stadion w Helsinkach

6. Puchar Europy w lekkoatletyce – cykl zawodów lekkoatletycznych zorganizowany przez European Athletic Association latem 1977 roku. Kulminacyjnym punktem był finał pucharu Europy, który odbył się na Stadionie Olimpijskim w Helsinkach 13 i 14 sierpnia.

## Finał Pucharu Europy

### Tabela końcowa
| Pozycja | Reprezentacja   | Punkty |
| ------- | --------------- | ------ |
| 1       | NRD             | 125    |
| 2       | RFN             | 113    |
| 3       | ZSRR            | 100    |
| 4       | Wielka Brytania | 95     |
| 5       | Polska          | 93     |
| 6       | Francja         | 70     |
| 7       | Finlandia       | 66     |
| 8       | Włochy          | 54     |

| Pozycja | Reprezentacja   | Punkty |
| ------- | --------------- | ------ |
| 1       | NRD             | 106    |
| 2       | ZSRR            | 94     |
| 3       | RFN             | 68     |
| 4       | Wielka Brytania | 68     |
| 5       | Polska          | 58     |
| 6       | Rumunia         | 55     |
| 7       | Bułgaria        | 53     |
| 8       | Finlandia       | 36     |

## Finał B
Zawody finału B pucharu Europy rozegrano 6 i 7 sierpnia w Göteborgu.
| Pozycja | Reprezentacja  | Punkty |
| ------- | -------------- | ------ |
| 1       | Francja        | 115    |
| 2       | Szwecja        | 108    |
| 3       | Rumunia        | 94     |
| 4       | Czechosłowacja | 92     |
| 5       | Szwajcaria     | 88     |
| 6       | Jugosławia     | 87     |
| 7       | Węgry          | 78     |
| 8       | Bułgaria       | 57     |

## Półfinały

### Kobiety
Kobiety rywalizowały w Bukareszcie, Dublinie oraz Sztokholmie.

### Mężczyźni
Półfinały mężczyzn pucharu Europy w roku 1977 rozegrano 16 i 17 lipca na stadionach w Atenach, Londynie oraz Warszawie. Do finału awansowały dwie pierwsze drużyny z każdego półfinału.
| Pozycja | Reprezentacja  | Punkty |
| ------- | -------------- | ------ |
| 1       | NRD            | 132    |
| 2       | Włochy         | 117    |
| 3       | Czechosłowacja | 109    |
| 4       | Finlandia      | 98     |
| 5       | Węgry          | 86     |
| 6       | Grecja         | 77     |
| 7       | Holandia       | 59     |
| 8       | Dania          | 38     |

| Pozycja | Reprezentacja | Punkty |
| ------- | ------------- | ------ |
| 1       | RFN           | 142    |
| 2       | Polska        | 133    |
| 3       | Rumunia       | 99     |
| 4       | Bułgaria      | 87     |
| 5       | Szwecja       | 77     |
| 6       | Hiszpania     | 70     |
| 7       | Norwegia      | 65     |
| 6       | Portugalia    | 45     |

| Pozycja | Reprezentacja   | Punkty |
| ------- | --------------- | ------ |
| 1       | ZSRR            | 129    |
| 2       | Wielka Brytania | 126    |
| 3       | Francja         | 120    |
| 4       | Szwajcaria      | 90     |
| 5       | Jugosławia      | 83     |
| 6       | Belgia          | 78     |
| 7       | Austria         | 54     |
| 8       | Irlandia        | 39     |

## Eliminacje
Najsłabsze męskie drużyny wzięły udział  w turnieju eliminacyjnym, który rozegrano w duńskim Søllerød 25 i 26 czerwca 1977 roku. Trzy najlepsze reprezentacje awansowały do półfinałów.
| Pozycja | Reprezentacja | Punkty |
| ------- | ------------- | ------ |
| 1       | Portugalia    | 74     |
| 2       | Irlandia      | 65     |
| 3       | Dania         | 64     |
| 4       | Islandia      | 54     |
| 5       | Luksemburg    | 43     |